# Torres Renoir

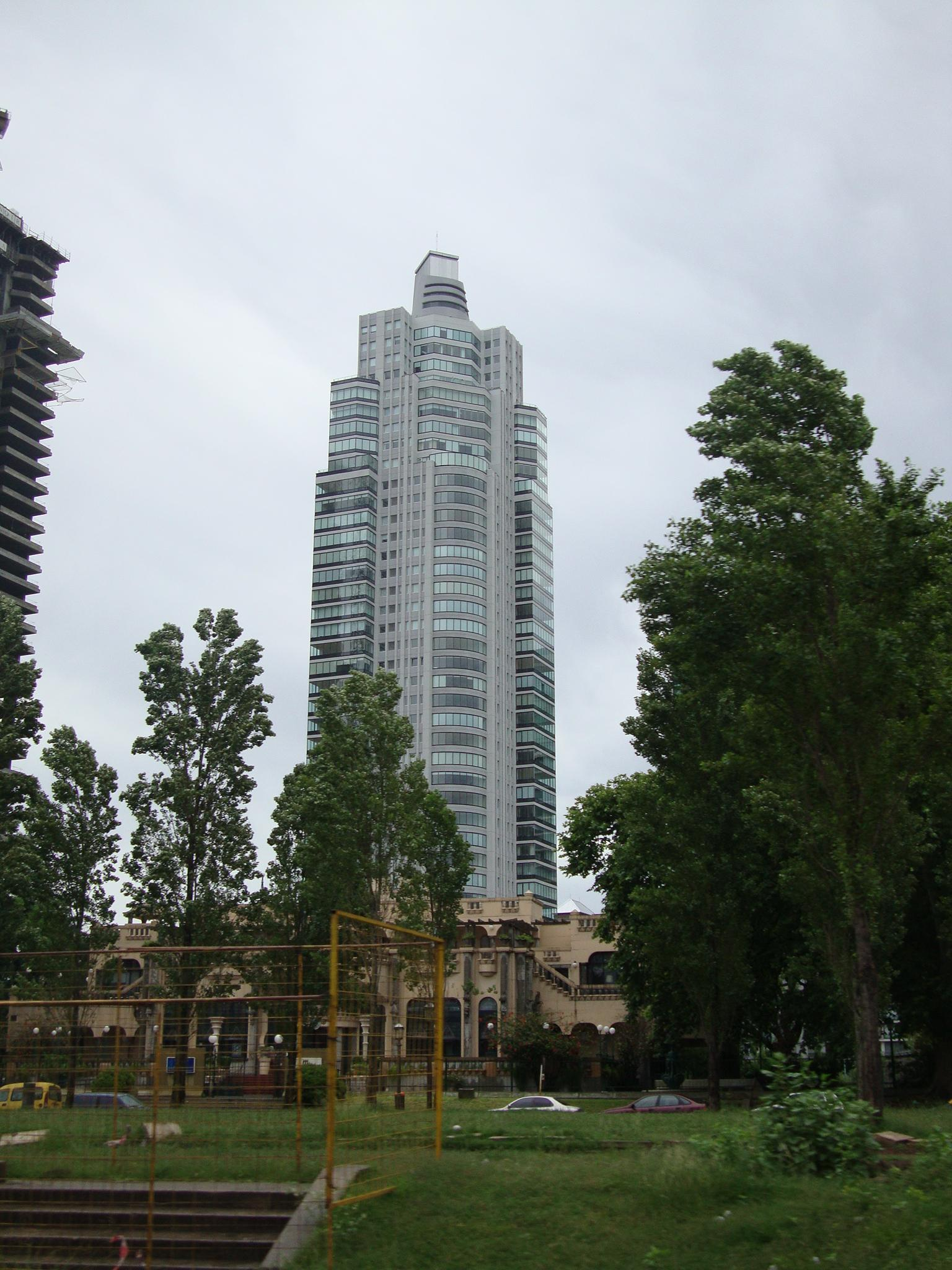
Illustration

Les Torres Renoir (Tours Renoir) sont deux édifices résidentiels de profil et design similaire mais de hauteurs différentes (Torre Renoir 1 et Torre Renoir 2) situés dans le quartier de Puerto Madero, à Buenos Aires, en Argentine. La première tour est terminée en 2008, la seconde en 2012.

## Tour Renoir 1
- État : construite
- Hauteur : 135 mètres
- Nombre d'étages : 41 étages
- Style : moderne
- Usage : résidentiel
- Début de construction : 2007
- Fin de construction : 2008

## Tour Renoir 2
- État : construite
- Hauteur : 172 mètres
- Nombre d'étages : 51 étages
- Style : moderne
- Usage : résidentiel
- Début de construction : 2007
- Fin de construction : 2012